# Rengen
Rengen er en sø der ligger på grænsen mellem Norge og Sverige. Den norske del ligger i Lierne kommune i Trøndelag fylke, og den svenske del i Krokoms kommun (Jämtland). Det største tilløb kommer fra søen Ulen mod nord, og den har afløb mod syd med en kort passage til Valsjön der gennem en række søer og elven Hårkan er forbundet med Indalsälven.